# Lodowiec Szelfowy Riiser-Larsena
     Lodowiec Szelfowy Rossa
     Lodowiec Szelfowy Ronne i Lodowiec Szelfowy Filchnera
     Lodowiec Szelfowy Amery’ego
     Larsen C

Główne lodowce szelfowe Antarktydy (2008):
Lodowiec Szelfowy Rossa
Lodowiec Szelfowy Ronne i Lodowiec Szelfowy Filchnera
Lodowiec Szelfowy Amery’ego
Larsen C
Lodowiec Szelfowy Riiser-Larsena
Lodowiec Szelfowy Fimbul
Lodowiec Szelfowy Shackletona
Lodowiec Szelfowy Jerzego VI
Zachodni Lodowiec Szelfowy
Lodowiec Szelfowy Wilkinsa
Lodowiec Szelfowy Abbota
Lodowiec Szelfowy Getza

     Lodowiec Szelfowy Riiser-Larsena
     Lodowiec Szelfowy Fimbul
     Lodowiec Szelfowy Shackletona
     Lodowiec Szelfowy Jerzego VI
     Zachodni Lodowiec Szelfowy
     Lodowiec Szelfowy Wilkinsa
     Lodowiec Szelfowy Abbota
     Lodowiec Szelfowy Getza
Lodowiec Szelfowy Riiser-Larsena (ang. Riiser-Larsen Ice Shelf, norw. Riiser-Larsenisen) – lodowiec szelfowy w Antarktydzie Wschodniej, rozciągający się przez ok. 400 km wzdłuż wybrzeża Ziemi Królowej Maud między przylądkiem Cape Norvegia na północy a wyspą Lyddan Island i lodowcem Stancomb-Wills Glacier na południu.

## Nazwa
Nazwa lodowca upamiętnia norweskiego pioniera lotnictwa i polarnika Hjalmara Riiser-Larsena (1890–1965), który badał ten obszar od 1930 roku .

## Geografia
Lodowiec Szelfowy Riiser-Larsena w Antarktydzie Wschodniej rozciąga się przez ok. 400 km wzdłuż wybrzeża Ziemi Królowej Maud między przylądkiem Cape Norvegia na północy a wyspą Lyddan Island i lodowcem Stancomb-Wills Glacier na południu . Lyddan Island i lodowcem Stancomb-Wills Glacier wyznaczają granicę między Lodowcem Szelfowym Riiser-Larsena i Brunt Ice Shelf, które czasem łączone są w jeden lodowiec.
Powierzchnia Lodowca Szelfowego Riiser-Larsena wynosi 48 180 km² (stan na 2014 rok).
Lodowiec jest ostoją ptaków IBA z uwagi na kolonię pingwinów cesarskich . Według badań zdjęć lotniczych z 1986 roku liczba piskląt w kolonii wynosiła ok. 5000 ptaków . Analiza zdjęć satelitarnych z 2009 roku wykazała, że kolonia liczyła około 4013 osobników . 

## Historia
Fragmenty lodowca zostały dostrzeżone przez Williama Speirsa Bruce’a (1867–1921) w 1904 roku, Ernesta Shackletona (1874–1922) w 1915 roku i Riiser-Larsena w 1930 roku . Większość lodowca została obfotografowana z powietrza w latach 1951–1952 przez Norwesko-Brytyjsko-Szwedzką Ekspedycję Antarktyczną . W latach 1967–1969, podczas amerykańskiej operacji „Deep Freeze”, wykonano kolejne zdjęcia lotnicze, na podstawie których wytyczono południową i lądową granicę lodowca . 